# Himbach
Himbach ist ein Ortsteil der Gemeinde Limeshain im hessischen Wetteraukreis und Sitz der Gemeindeverwaltung.

## Geographie
Himbach liegt zwischen der inneren und äußeren Wetterau. Durch den Ort verläuft die Landesstraße 3189. Westlich führt die Bundesautobahn 45 an Himbach vorbei.

## Geschichte
Bekanntermaßen erstmals urkundlich erwähnt wird das Dorf als Hintbach am 28. Mai 1057.
Ausgrabungen und Hügelgräber im Wald zeigen aber, dass der Bereich schon zwischen 500 und 800 n. Chr. besiedelt worden ist. 
Von 1874 bis 1972 gehörte Himbach zum Landkreis Büdingen.
Hessische Gebietsreform (1970–1977)
Am 31. Dezember 1971 fusionierten im Zuge der Gebietsreform in Hessen die bis dahin selbständigen Gemeinden Hainchen, Himbach und Rommelhausen zur neuen Gemeinde Limeshain.

## Bevölkerung

### Einwohnerstruktur 2011
Nach den Erhebungen des Zensus 2011 lebten am Stichtag dem 9. Mai 2011 in Himbach 1557 Einwohner. Darunter waren 129 (8,3 %) Ausländer.
Nach dem Lebensalter waren 282 Einwohner unter 18 Jahren, 687 waren zwischen 18 und 49, 339 zwischen 50 und 64 und 249 Einwohner waren älter.
Die Einwohner lebten in 651 Haushalten. Davon waren 162 Singlehaushalte, 201 Paare ohne Kinder und 228 Paare mit Kindern, sowie 51 Alleinerziehende und 12 Wohngemeinschaften. In 102 Haushalten lebten ausschließlich Senioren und in 465 Haushaltungen leben keine Senioren.
Im Jahr 1961 wurden 497 evangelische  (76,11 %) und 127 katholische (19,45 %) Christen gezählt.

#### Einwohnerentwicklung
| Himbach: Einwohnerzahlen von 1834 bis 2022 | Himbach: Einwohnerzahlen von 1834 bis 2022 | Himbach: Einwohnerzahlen von 1834 bis 2022 | Himbach: Einwohnerzahlen von 1834 bis 2022 | Himbach: Einwohnerzahlen von 1834 bis 2022 |
| --- | ------------------------------------------ | ------------------------------------------ | ------------------------------------------ | ------------------------------------------ |
| Jahr |                                            |                                            |                                            | Einwohner                                  |
| 1834 | 1834                                       |                                            | 628                                        | 628                                        |
| 1840 | 1840                                       |                                            | 657                                        | 657                                        |
| 1846 | 1846                                       |                                            | 675                                        | 675                                        |
| 1852 | 1852                                       |                                            | 590                                        | 590                                        |
| 1858 | 1858                                       |                                            | 581                                        | 581                                        |
| 1864 | 1864                                       |                                            | 577                                        | 577                                        |
| 1871 | 1871                                       |                                            | 514                                        | 514                                        |
| 1875 | 1875                                       |                                            | 502                                        | 502                                        |
| 1885 | 1885                                       |                                            | 491                                        | 491                                        |
| 1895 | 1895                                       |                                            | 491                                        | 491                                        |
| 1905 | 1905                                       |                                            | 472                                        | 472                                        |
| 1910 | 1910                                       |                                            | 470                                        | 470                                        |
| 1925 | 1925                                       |                                            | 459                                        | 459                                        |
| 1939 | 1939                                       |                                            | 390                                        | 390                                        |
| 1946 | 1946                                       |                                            | 629                                        | 629                                        |
| 1950 | 1950                                       |                                            | 639                                        | 639                                        |
| 1956 | 1956                                       |                                            | 607                                        | 607                                        |
| 1961 | 1961                                       |                                            | 653                                        | 653                                        |
| 1967 | 1967                                       |                                            | 699                                        | 699                                        |
| 1970 | 1970                                       |                                            | 724                                        | 724                                        |
| 1980 | 1980                                       |                                            | ?                                          | ?                                          |
| 1990 | 1990                                       |                                            | ?                                          | ?                                          |
| 2000 | 2000                                       |                                            | ?                                          | ?                                          |
| 2011 | 2011                                       |                                            | 1.557                                      | 1.557                                      |
| 2015 | 2015                                       |                                            | 1.671                                      | 1.671                                      |
| 2019 | 2019                                       |                                            | 1.682                                      | 1.682                                      |
| 2022 | 2022                                       |                                            | 1.621                                      | 1.621                                      |
| Datenquelle: Historisches Gemeindeverzeichnis für Hessen: Die Bevölkerung der Gemeinden 1834 bis 1967. Wiesbaden: Hessisches Statistisches Landesamt, 1968. Weitere Quellen: LAGIS; Gemeinde Limeshain; Zensus 2011; 2022 |                                            |                                            |                                            |                                            |

## Kulturdenkmäler
Siehe: Liste der Kulturdenkmäler in Himbach

## Infrastruktur
Im Ort gibt es:
- eine Grundschule
- eine Kindertagesstätte
- eine Veranstaltungshalle, die Limeshalle
- das sehenswerte Rathaus und Schulgebäude, welches heute für die Trauungen in der Gemeinde Limeshain genutzt wird.